# تری مینسکی
تری مینسکی (انگلیسی: Terri Minsky) نویسنده و تهیه‌کننده تلویزیونی یهودی‌تبار اهل ایالات متحده آمریکا است.
از فیلم‌ها یا مجموعه‌های تلویزیونی که وی در آن‌ها نقش داشته‌است، می‌توان به لیزی مک‌گوایر، در جستجوی کارتر، خاطرات کری، جوان‌تر و سکس و شهر اشاره نمود.